# داود شكور
داود شكّور (19 أبريل 1893 - 1 سبتمبر 1963)  هو أديبٌ وشاعرٌ مهجري حمصي. كان من المؤسيين الأوائِل للعصبة الأندلسية.

## مولده وطفولته
وُلدَ داود نقولا شكّور في حمص بتاريخ 19 نَيْسان/أبريل 1893 م، والدُه الخوري نقولا شكّور ووالدتُه السيّدة كَلْثم شكّور، وعائلةُ شكّور عريقةٌ في حمص وعكار والشّام ومصر. نشأ داود في ظلّ عائلةٍ مثقّفة وواعية، ونبغَ منذ حَداثة سنّه، وتميَّز بينَ رفاقه بذكائه وتوقُّد ذهنه، وقد تعلّم في المَدارِس الأَرْثوذكسيّة بحمص. كان يميل منذ صغرِه إلى الكتابة والنظم، وإلى الحساب والعلوم الرياضية، وقد برعَ في كليهما. كما اشتُهر بحافظة قويّة وذاكرة وَطيدة.

## هجرته
هاجر إلى البرازيل سنةَ 1908 م، وفيها أَخذَ يدرس مسك الدفاتر ليلًا في المَعْهد التّجاري، فنالَ شهادتَه في أقلَّ من عام، كما اشتركَ في تحرير جريدة المَناظِر لنعوّم لبكي؛ ثمّ غادرها بعدَ ذلك سنةَ 1909 م إلى مصر حيث مكثَ فيها ثلاثَةَ أعوام يعمل في التجارة. ولكنّه عاد إلى البرازيل سنةَ 1912 م، ولم يكتفِ بما تعلّمه فيها سابقًا، فدرس بعدئذٍ في ثلاث سنينَ متوالية العلومَ التجارية والاقتصادية ليلًا في المدرسة التجارية حتّى نال شهادتَها سنةَ 1917 م، وأتقن اللغةَ البرتغاليّة. وقد افتتح محلًّا تجاريًا سنةَ 1921 م بعد أن عملَ في محلّات تجاريّة كبرى، وظلّ يمارس التجارةَ طوالَ حياته.

## دراسته وعلمه وأدبه
كان داود شكّور متفوّقًا في العلوم الرياضية حتّى إنّ أستاذَه فَرَنْسيسكو داوريا (ناظِر المالية آنذاك) كان معجبًا بحلٍّ رياضي لم يهتدِ إلى حلّه سِواه من رفاقه، فطلب إليه أن ينشرَه في مجلّة العلوم الحسابية في أواخر سنة 1917 م، فنشر المقالَ وقتئذ؛ وانتهت الدروسُ وانصرفَ داود إلى أعماله التجارية كسببٍ من أسباب الحياة. وقد شهدَ بنبوغه الرياضيّ أكثر من أستاذ في المؤسَّسات التي درس فيها. ورغم أنّه بزّ الكثيرَ من مدرّسيه ومعلّميه، لكنّه لم ينسَ فضلهم وظلّ يعترف بما قدّموه له على الدوام، حيث كان يقول في مجالسه وخطبه «يوسُف شاهين علّمني الصرفَ والنحو والإعراب، وحبيب سلامة تفسيرَ التوراة والإنجيل، وشاكر سلّوم الرياضيّات والخطابة، والخوري عيسى أسعد البيانَ والعروضَ... إلخ». وقد كتب الأديبُ يعقوب العودات (البدوي الملثّم) له ذات مرّة: «يَمينًا يا أستاذ لو بقيت في الوطن الأوّل، وواصلت جهادَك الأدبي، لكنت أحدَ أعضاء المَجْمَع العلمي العربي بدمشق. ولكنّ رحيلَك إلى المَهْجر حرمَ اللغةَ والأدب من جهاد شخصيّة فذّة موهوبة...».
أُولِع داود شكّور بالمطالعة والقراءة، فقد كان يقرأ ما طاب له من الكتب التاريخيَّة والأدبية والاجتماعية، بل وكثيرًا ممّا كانت تقع عليه عيناه. وقد عمرت مكتبتُه بالكتب النادرة والمتنوّعة التي أحسن ترتيبها وتنسيقَها وتهذيبها. ولولا تجارتُه الرائجة التي أشغلته عن التأليف، لأخرجَ إلى النور مؤلّفات قيّمة، ذات بهجة ومنفعة. ومع ذلك، فقد عُنيَ بالتراجم، ومن ترجماته إلى البرتغالية قصيدة «حضن الأمّ» للشاعر القروي، ثمّ تُرجمَت هذه القصيدة من البرتغالية إلى لغاتٍ أخرى، وصارت قصيدةً عالميّة.
لم يكن شكّور منغلقًا ولا متعصّبًا، فقد أحبَّ مدينتَه بكلِّ أطيافها، وأفاضَ من حبِّه حبًّا آخر شمل وطنَه الصغير سوريَّة، ووطنَه الأكبر على مساحة العروبة التي عشقَها وتغنّى بها، وقد أعرب عن ذلك ذات مرّة حين قال منتزعًا عن عَمدٍ وغاية بعضَ كلماته من حديثٍ للنبي العربي محمّد «لو وَضَعوا الشمسَ في يميني والقمرَ في يَساري لما اعتززتُ بهما اعتزازي بعُروبتي التي أيّدها النبيُّ الهاشميّ برسالته، وكانت للمسلم عقيدةً، وللمسيحيّ العربي تراثًا رفعَ رايةَ العرب ورفعَ كرامتها».
ومن بليغ خطبه ما جاء في تأبينِه الشاعرَ المَهْجري فوزي المعلوف، وقد زيّن تلك الديباجة بمقدّمة بالغة الأثر، رفيعة اللغة والبيان، ناصعة الدليل على اعتزازه بتاريخه وعروبته، وبمنزلة الشعر عندَ العرب، وفيها يقول: «أمّةٌ طيّبة الأعراق، وثّابة إلى ذرى المجد، حرّة سبّاقة إلى تَوَقُّلِ معارِج الشرف، نشرت لواءَ عزِّها الباذخ فوق هامات الشعوب، وحرّرت ذيولَ افتخارها في الأمصار والممالك، ثلّت عروشَ القياصرة، ودحرجت تيجانَ الملوك، واستولت على خزائن كسرى. تلك الأمّة التي كانت تنادي خليفتَها غيرَ هيّابة يا عمر! تلك الأمّة التي سجدت لسطوتها ملوكُ الأرض وأَقْيالها، ما رأيناها تسجد في جاهليّتها إلّا للمعلّقات السبع، وفي إسلامها إلّا لمبدع السماوات والأرض... فلو امّحى من الأسفار تاريخُ أمّة من الأمم، ولم يبقَ بين أيدينا إلّا دواوين شُعرائِها، لرأينا تاريخَ تلك الأمّة، بعاداتها وأخلاقها، بمدنيّاتها وآدابها، مرسومًا بحروف جليّة تترقرق منسابةً كغدران الكوثر في ثنايا تلك السطور الخالدة التي أنزلها الوحيُ على ألسنة الشعراء».
ويمضي داود شكّور متفنِّنًا في خطبه، تاركًا وقعًا بليغًا لكلماته قلَّ أن يمتلكَ زِمامَه خطيب؛ ففي خطبةٍ له بعنوان «الهَيْكل» ألقاها في المَيْتم السوري بمدينة سان باولو سنةَ 1933 م قال:«فما تُراني أقول في هذه الحفلة؟ أَأقصُّ عليكم حكايةَ ابن الخطاب والعَجوز، وكيف حملَ الدقيقَ على ظهره، وكيفَ طبخَ منه للصبية الجائعين، وكيف بكى من هَوْل يوم الحساب!؟ أم تُريدون أن أتحدّثَ عن خليفة بطرس كيفَ يتصرّف بأملاك الفِرْدَوس وهي وَقفٌ على مثل هؤلاء الأيتام القاصرين!؟
أَأتحدّث عن الحنان؟ وهو ذا هَيْكل الحنان يَضوعُ في جنباته بخورُ العاطفة الكريمة!
أأتحدّث عن الحبّ؟ وأنتم ترون رمزَ الحبّ الطاهر مرسومًا على جدران بيت الرفق والحنان!
أأتكلّم عن الجمال؟ وها أنوار جمال النفوس تفيضُ فيضانَ أنوار القبر المقدّس!
أتريدون أن أتكلّم عن الفضيلة؟ وها هيكل الفضيلة أبهى جمالًا من هيكل سليمان، وجدرانُه أشدّ روعةً من أعمدة مدينة الشمس التي بنتها يدُ الإنسان لعبادة الأوثان!
أتريدون أن أتكلّمَ عن الدموع؟ فأحجب عن أبصاركم بَسماتِ الأيتام!
قد يدور في خلدكم أنّني غاليتُ في الوصف إذ صوّرت لكم هذا البيتَ الصغير أَفْخم من قصر يَلْدز وأجمل هندسةً من قصر الحمراء، وما قصدت فخامةَ البناء ولا جمالَ الهندسة، وإنّما قصدتُ جمالَ الغاية التي لأجلها وُجِد البناء ولو كان مغارةَ بيت لحم».
عُقِد أوّلُ اجتماع لتأسيس العصبة الأندلسية في مكتبه التجاري، حيث كان من المؤسِّسين الأوائِل لهذه المؤسّسة الأدبية الرائدة في البرازيل. ترأَّسَ جمعيةُ الشّبيبة الحمصية وهو طالبٌ في المدرسة التجارية، وكانت الغايةُ الرئيسية للجمعية جمعَ المال وإرساله إلى معاهد حمص، فحوّر الغايةَ الأساسية خلال رئاسته وحوّلها إلى مشروع مساعدة في البرازيل، فكانت النتيجةُ أن أَسَّست الجمعيةُ بعدئذ الميتمَ السوري الذي سُمّي بعدَ ذلك مَيْتَم القدّيس جاورجيُوس، وكان داود شكّور رئيسَ الحفلة التدشينيّة الأولى لهذا المَعْهد.
في سنة 1920 م، أصبح شكّور عضوًا عاملًا في الحزب الوطني السوري الذي أسَّسه الدكتور أسعد بشارة في حاضرة البرازيل، وعُيِّن مستشارًا في النادي الرياضي السوري بضعةَ سنين، وانتُخب سنةَ 1933 م عضوًا في المجلس الأَرثوذكسي، ثمّ مستشارًا في المؤسّسة البرازيلية الأدبية المعروفة باسم الشاعر البرازيلي الكبير كاسترو أَلْفِس. وكان ينقل إلى العربية مقالاتٍ لأهم الكتّاب من اللغة البرتغالية، وقد نقل رواية «الأَوانِس والعَوانِس» لرانجل دي ليما إلى العربية، وقدّمها إلى جمعية الشبيبة الحمصية، فمُثِّلت في سان باولو ولاقت إعجابًا بالغًا حتّى أُعيدَ تمثيلُها عدَّةَ مرَّات، وجَعلَ ريعَها لصالح الجمعيّة. وما عثر يومًا على رائعة من روائع الأدب البرازيلي إلّا نقلها من البرتغاليّة إلى العربيّة، ونشرها في أُمّات الصحف العربيّة؛ كما حرصَ على برّهم والتواصل معهم ومساعدتهم عندَ الحاجة.
كان داود شكّور خطيبَ الجالية الحمصية في أكثر حفلاتها، وكان شديدَ العناية بما يخطّه من كلمات تلك الخطب وعباراتها، يحرص على تَجْويدها وحَبْكها وضبطها إلى أقصى درجة، وبذلك كان يَأْسر الحاضرين الذي ينتظرون حديثَه بشوقٍ عارم ولهفةٍ لا تخفى. ولم يكن يحبّ الارتجالَ ولا يحبّذه ولا يسلك مسلكَه إلّا مضطرًا، وهو صاحب مقولة «الارتجال يَذهبُ بأناقة الكلمة، ورجاحة الفكرة». وفضلًا عن ترؤّسه جمعيةَ الشبيبة الحمصية مرّةً، ترأّس النادي الحمصي -الذي شارك في تأسيسه- مرّتين، وكان الخطيبَ الرسمي عدّةَ سنين لهاتين المؤسّستين، وكانت خُطَبُه الشهيرة محطّ إعجاب الكثيرين، فتناقلتها أغلبُ الصحف العربيّة في البرازيل وبقيّة المهاجر وفي الوطن، مثل «خُلُود الشعراء» في حفلة تَكْريم الشاعر القرويّ و«شاعر في طيّارة» في حفلة تأبين الأديب المَهجري فَوْزي مَعْلوف. ومن الجدير بالذكر أنّ الحكومةَ البرازيليّة سنةَ 1946 م طلبت من إدارة النادي تغييرَ اسمه وإبداله باسم آخر ينسجم مع لغة البلاد، فأخذ شكّور يجول ويصول، وتمكّن بفضل منزلته العالية المَرْموقة من المحافظة على اسم النادي دون أيّ تبديل.
أقام داود شكّور علاقةً حسنة مع كثير من الأدباء، وقد عهد إليه بعضُهم بكتابة مقدّمات لكتب جديدة، فقدّم لكتاب «مختارات جورج أطلس» وديوان شاكر سلّوم وغيرهما. ومع أنَّه نظمَ الشعر ونشر بعضَه، لكنّه لم يستكثر منه، بل كان يميل إلى النثر والخطابة.

## وفاته
آثر داود شكّور العزوبةَ فلم يتزوّج ليبقى طليقًا يصبّ جلّ اهتمامه على قضايا المصلحة العامّة، وتُوفّي في سان باولو بتاريخ 1 أيلول/سبتمبر سنةَ 1963 م، بعيدًا عن مدينته حمص التي بقيَ يحنّ إليها ويذكرها ويَشْتاقها، وأهدى ورثته مكتبته الثمينة إلى النادي الحمصي. وقد قال فيه زميلُه في المهجر الشاعرُ والأديب نبيه سلامة «كانَ داوُد شكُّور من أَغْزر الأُدَباء عِلْمًا وأَعْمقهم تَفْكيرًا، وأَرقّهم عِبارة، وأَطْلقهم لسانًا. عاشَ لقومه أكثرَ ممَّا عاش لنفسه. وكان دأبُه أن يَسْعى لعمل، ويَرْفد مشروعًا، ويعزِّز جمعية. وفي هذا السَّبيل ظلَّ أعزبَ ليتفرَّغَ لتَحْقيق فكرته، وخدمة أمَّته. لقد علقَ بالأدب العربي فعجَمه درسًا وتَمْحيصًا، واقتنص محاسنَه، وراح ينثرها خطبًا رائعة، تُشنِّف الآذان، وتَسْتَبي القلوبَ؛ وخدم كلَّ مؤسّسة، وأسهم بتَأْسيس أَكْثرها. ومن أَلْمَعِ أعماله السعيُ لتأسيس العُصْبة الأندلسية التي كانت زهرةَ الأدب المَهْجري وعَلمَه الخفَّاق؛ وكان نائبَ رئيس العُصْبة اعترافًا بجهودِه».

## شعره
لم يكن داود شكور كثيرَ شعر، وإنّما نظمَ بعضًا منه ونثره في خُطُبه أو في بعض المناسبات؛ فقد قال في رِثاء المُطْران أَثناسيُوس عَطا الله، مُطْران حِمص للرُّوم الأرثُوذكس:
ومن شعره أيضًا: